# Ratusz w Kieżmarku
Ratusz w Kieżmarku – klasycystyczna budowla w centrum trójkątnego rynku tego słowackiego miasta. Aktualnie budynek jest siedzibą urzędu miejskiego i burmistrza (słow. primatora) Kieżmarku. Mieści się tu również urząd stanu cywilnego i pałac ślubów.
Pierwszy ratusz kieżmarski stał przy jednej z najstarszych ulic miasta – Starym Targu (słow. Starý trh). Po najeździe husyckim w 1433 r., gdy miasto częściowo spłonęło, jego centrum przesunęło się na południe, gdzie wkrótce wytworzył się nowy rynek w formie nieregularnego trójkąta. W jego środku w 1461 r. mistrz Juraj ze Spiskiej Soboty wystawił nowy ratusz w stylu gotyckim. Po wielkim pożarze ratusz w latach 1541–55 przebudował mistrz Kuntze z Kieżmarku, nadając mu już wygląd renesansowy. Pamiątkami tej przebudowy są częściowo zachowane renesansowe okna, kamienny miejski znak z datą „1555” na zachodniej fasadzie, a po stronie południowej zbarokizowany, pierwotnie renesansowy portal z herbem miasta.
W 1641 r. za czasów wójta Zygmunta Moesa do ratusza dobudowano wieżę. Według opisu Juraja Bohuša z 1720 r. budynek był zwieńczony zębatą attyką, a od strony południowej miał namalowany herb miasta i symbol sprawiedliwości. Również wieżę zdobiły umoralniające inskrypcje. Miejski trębacz wygrywał z niej hejnał, a w dniach targowych bito z niej w bębny. W 1779 r. ratusz ponownie spłonął, po czym został odbudowany już w stylu klasycystycznym. Dzisiejszy wygląd, łącznie z nadbudową drugiego piętra, uzyskał po ostatnim pożarze w 1922 r.
Pod ratuszem są stare piwnice. W jednej z nich w XVI w. wypływało źródło wody. Według miejscowej tradycji z piwnic wiódł podziemny chodnik poza dawne mury miejskie.